# Otitiik
Otitiik ist ein künstlicher See in Kanepi im Kreis Põlva auf dem estnischen Festland. Durch den See, der sechs namenlose Inseln hat, fließt der Bach Alopi oja. 1,5 Kilometer vom 19,1 Hektar großen See entfernt liegt das Dorf Rebaste und 59,1 Kilometer entfernt liegt der 3555 km² große Peipussee (Peipsi-Pihkva järv).